# Kramgoa låtar 19
Kramgoa låtar 19 utkom 1991 och är ett studioalbum av det svenska dansbandet Vikingarna. För albumet fick bandet även en Grammis i kategorin "Årets dansband". 

## Låtlista
1. Höga berg, djupa hav
2. Don't
3. Ett fång med röda rosor
4. Om vi var tillsammans
5. Sångerna får vingar
6. Vikingafest
7. Apache (instrumental)
8. Bara för en natt
9. Hallå, hallå
10. Låt vindarna bära
11. Den gamla moraklockan
12. När jag ser dig le
13. Håll mig hårt
14. Snart så går det åter mot ljusa tider
15. Samla alla vänner
16. Den första gång jag såg dig

## Listplaceringar
| Lista (1991-1992) | Topplacering |
| ----------------- | ------------ |
| Norge             | 7            |
| Sverige           | 15           |

### Fotnoter
1. ↑  ”Grammis”. Arkiverad från originalet den 17 mars 2012. https://web.archive.org/web/20120317055524/http://www.ifpi.se/wp/wp-content/uploads/100428-lc-vinnare-genom-%C3%A5ren.pdf. Läst 1 maj 2011.
2. ↑  Listplacering
3. ↑  Listplacering